# Bad Arolsen
Bad Arolsen (til 1997 Arolsen) er en lille by i den tyske delstat Hessen, beliggende i landkreisen Waldeck-Frankenberg. I 2004 havde byen 18.297 indbyggere.
Fra 1655 til 1918 var Arolsen residensby for fyrsterne i fyrstedømmet Waldeck-Pyrmont og derefter frem til 1929 hovedstad i Fristaten Waldeck, før den blev indlemmet i Fristaten Preussen. Den ligger i ferieområdet kendt som Oranier-Route, som består af byer og områder tilknyttet huset Oranien.
Byen har sit navn fra augustinerstiftet Aroldessen, grundlagt i 1131.
Arolsen har en lang historie som garnisonsby, men forsvarets base i Arolsen blev nedlagt i 2004. Arolsen fik navnetillægget Bad Arolsen i 1997 for at markere byens status som badeby.